# Wirapanjunan
Wirapanjunan is een bestuurslaag in het regentschap Indramayu van de provincie West-Java, Indonesië. Wirapanjunan telt 2556 inwoners (volkstelling 2010).